# André Bresges
André Bresges (* 1971) ist Professor für Physikdidaktik an der Universität Köln.
2007 wurde er als einer der jüngsten Physikprofessoren in der Didaktik berufen.